# École d'art
Pour les articles homonymes, voir École (homonymie).
Ne doit pas être confondu avec École (histoire de l'art).
Une école d’art est une institution d'enseignement qui accorde une attention particulière aux arts visuels, en particulier à l'illustration, la peinture, la photographie, la sculpture et le graphisme.